# Euselasia sabinus
Euselasia sabinus är en fjärilsart som beskrevs av Stoll 1787. Euselasia sabinus ingår i släktet Euselasia och familjen Riodinidae. Inga underarter finns listade i Catalogue of Life.